# Una segunda opinión
"Una segunda opinión" (título original en inglés: "Second Opinion") es el trigésimo tercer episodio de la serie de HBO Los Soprano y el séptimo de la tercera temporada de la serie. Fue escrito por Lawrence Konner, dirigido por Tim Van Patten y estrenado el 8 de abril de 2001 en Estados Unidos.
El título es una referencia de la trama del capítulo, pues Junior pide una segunda opinión para tratarse de su cáncer y Carmela pide a la Doctora Melfi una segunda opinión de un colega suyo.

## Protagonistas
- James Gandolfini como Tony Soprano.
- Lorraine Bracco como Dr. Jennifer Melfi
- Edie Falco como Carmela Soprano.
- Michael Imperioli como Christopher Moltisanti.
- Dominic Chianese como Corrado Soprano, Jr.
- Steven Van Zandt como Silvio Dante.
- Tony Sirico como Paulie Gualtieri.
- Robert Iler como A.J. Soprano
- Jamie-Lynn Sigler como Meadow Soprano.
- Drea de Matteo como Adriana La Cerva.
- Steve Schirripa como Bobby "Bacala" Baccalieri.
- Aida Turturro como Janice Soprano.
- Federico Castelluccio como Furio Giunta.

### Otros protagonistas
- Tom Aldredge como Hugh De Angelis.
- Sully Boyar como Dr. Krakower
- Dan Grimaldi como Patsy Parisi.
- Tony Hale como RN Collins.
- Toni Kalem como Angie Bonpensiero.
- Sam McMurray como Dr. John Kennedy
- Suzanne Shepherd como Mary De Angelis.
- Frank Wood como Dean Ross.

## Resumen del episodio
Junior se encuentra ingresado para ser operado de cáncer y la operación sale con éxito. El Dr. John Kennedy sale a la sala de espera para transmitirle a Tony las buenas noticias, quien le agradece el esfuerzo y le ofrece su ayuda por si alguna vez puede "hacer un favor" al doctor. Días más tarde, Junior acude junto a "Bacala" Baccalieri a la consulta del Dr. John Kennedy para informarse de los resultados, pero el doctor le revela que es necesario realizar una segunda operación, ya que considera que es posible que aún queden restos de células malignas. Tony, por su parte, no considera necesario tener que volver a operar de nuevo a Junior y le aconseja que visite a un médico que conoce su vecino Cusamano en Nueva York para una segunda opinión. Sin embargo, el médico neoyorquino recomienda que Junior reciba quimioterapia. Inmediatamente se forma un consejo de tumores entre los cirujanos más importantes que alcanza la misma conclusión, especialmente cuando el Dr. Kennedy se opone a trabajar con el médico neoyorquino en la operación de Junior. Éste cada vez se siente más débil por la quimioterapia que recibe y trata de contactar con Kennedy, pero no recibe contestación. Tony y Furio Giunta acuden al club de golf para hablar con el doctor y le amenazan para que contacte de inmediato con Junior.
Mientras tanto, en la organización criminal, Paulie y Christopher comienzan a tener rencillas. Paulie le pide durante una partida de billar en el Bada Bing que se desnude para comprobar que no lleva micrófonos, algo que molesta profundamente a Christopher. En otra ocasión, Christopher llega a casa con dos bolsas de zapatos nuevos para Adrianna, pero Paulie llega con Patsy Parisi a las dos de la madrugada para hacer unas comprobaciones en casa de Christopher y coge varios de los zapatos para su mujer "como adelanto" de lo que le debe. Christopher está cada vez más molesto con la actitud de Paulie, especialmente mientras espera en el salón con Adrianna para que terminen de hacer las comprobaciones. En ese momento Christopher sorprende a Paulie por el espejo oliendo la ropa interior de Adrianna. La situación se hace insostenible para él y habla con Tony, al que le cuenta todo. Tony, por su parte, habla con Paulie, que se sorprende al saber que Christopher le contó a Tony sus problemas. Finalmente Paulie sigue a Christopher hasta un motel donde éste está acostándose con una mujer y a la salida le espera en su coche. Allí, Paulie le dice a Christopher que tenga más cuidado con sus infidelidades y que no vuelva a contarle a Tony sus problemas.
Por otra parte, Carmela visita a la Doctora Melfi para hablar de sus problemas de comunicación con su marido. Melfi aconseja a Carmela que visite al Dr. Sig Krakower, que fue su profesor, para una segunda opinión, ya que no puede tratarle a ella por ser la mujer de Tony, su paciente. Una vez allí el Dr. Krakower recomienda a Carmela que se divorcie de su marido. Mientras, Carmela visita al decano de la Universidad de Columbia para hablar sobre Meadow y la posibilidad de realizar una donación a la universidad. Carmela acuerda con él donar 50.000 dólares, una cifra a la que no está dispuesto a llegar Tony. En otra ocasión Carmela se encuentra a Angie Bonpensiero, que le dice que está atravesando un mal momento económico y que su perra necesita operarse. Carmela lo habla con Tony y éste se molesta con la situación. Más tarde Tony se presenta en casa de Angie, le destroza el Cadillac y le avisa de que cualquier problema económico que tenga lo hable directamente con él y no meta a Carmela en ello.
Al final del episodio, Tony llega a casa y se encuentra a Carmela durmiendo en el sofá. Tony se preocupa por ella y Carmela le revela que ha acordado la donación de 50.000 dólares con el decano. Tony acaba aceptando y, viendo el estado algo deprimido de su mujer, le invita a cenar fuera.

## Música
- La canción que suena en los créditos finales es "Black Books" de Nils Lofgren.[2]
- En la escena en la que Tony golpea a Georgie en el Bing se escucha una remezcla de "Mysterious Ways" de U2.[2]
- Las canciones que canta el pez de decoración son "Take Me to the River" de Al Green y "Y.M.C.A." de The Village People.